# Hosakere, Hiriyur
Hosakere là một làng thuộc tehsil Hiriyur, huyện Chitradurga, bang Karnataka, Ấn Độ.